# Волошка Ванькова
Волошка Ванькова (Centaurea vankovii) — вид рослин з родини айстрових (Asteraceae), ендемік України.

## Опис
Багаторічна рослина 30–35 см заввишки. Стебла від основи б.-м. розгалужені, порівняно густо-павутинисті. Квітки світло-пурпурові. Листки пірчасто-розсічені, павутинисто й щетинисто запушені. Плід — чорнувата тонковолосиста сім'янка 4 мм завдовжки, чубчик білий 1.5–1.8 мм.
Цвіте в червні–липні, плодоносить у липні–серпні.

## Поширення
Ендемік Криму, Україна.
В Україні вид зростає на кам'янистих гірських схилах — у гірському Криму (район м. Ялти, гора Ай-Петрі, схили до ущелини Уч-Кош, гора Кішка), рідко.

## Загрози й охорона
Можливо, заміщуються іншими близькими видами чи гібридами.
Занесений до Червоної книги Україні в статусі «Неоцінений». Про охорону відомостей нема.